# Radnja (pravo)
Pod pojmom radnje kao obilježja kaznenog djela, prema objektivno-subjektivnom shvaćanju, podrazumijeva se svako voljno ponašanje čovjeka. Pritom su iz pojma radnje isključene: neočitovane misli i uvjerenja, refleksni pokreti, nesposobnost za radnju, reakcije izazvane neodoljivom silom (vis absoluta), tjelesni pokreti u besvjesnom stanju.